# 伍思凱
伍思凱（英語：Sky Wu Szu-kai，1966年7月23日—），台灣創作男歌手、作曲家、音樂製作人。曾獲第一屆台灣金曲獎最佳新人獎、第十五屆台灣金曲獎最佳國語男演唱人獎、第十七屆新加坡金曲獎流行樂壇榮譽大獎，並受邀擔任第二十六屆台灣金曲獎總召集人，2017年擔任第一屆The Voice新馬版《決戰好聲》導師，2018年擔任天貓超級品牌日大使，拍攝品牌MV並同時獻聲〈超級的愛，給超級的你〉，在熱愛音樂之餘仍好學不倦，於同年畢業於世新大學「公共關係暨廣告學系」上海境外碩士在職專班。
1986年和鄭怡合唱〈我和你〉出道， 1988年發行首張個人專輯《愛要怎麼說》，獲得中國時報最佳新人獎亞軍、年度十大金曲排行亞軍、1989年度新加坡電台龍虎榜最高榮譽歌曲；1990年奪下第一屆台灣金曲獎最佳新人獎，同年發行專輯《特别的愛給特别的你》，同名主打歌在全球華語樂壇大受歡迎，在新加坡蟬聯YES 933電台12周冠軍寶座，於香港獲頒十大中文金曲獎等多個獎項，更入圍第3屆台灣最佳年度歌曲獎；個人演唱在歷經5次金曲獎提名後，2004年以《愛的鋼琴手》榮獲第15屆台灣最佳國語男演唱人獎；唱作實力再登巔峰，2011年獲頒新加坡金曲獎流行樂壇榮譽大獎，樂壇地位更上一層樓，同年10月開始展開「特别的愛給特别的你-我們之間的故事」世界巡演，2016年伍思凱與好友李岳奇共同創立「才能飛國際共創協會」，發起才能飛公益募才計畫，為年輕人圓夢並邀請頂尖金曲師資群傳授經驗。
早期，伍思凱先以其陽光、清新的健康形象，和傳唱愛的曲風，被稱為「愛的歌手」，後因演唱實力及對音樂創作不斷進修的努力精神，備受業界和歌迷的肯定，音樂才華廣集創作、演唱、編曲、演奏、製作於一身，奠定華語樂壇全方位創作歌手的頂尖先鋒指標，更是20世紀90年代最具影響力的華語代表歌手之一。

## 個人履歷

### 音樂成長軌跡
伍思凱自小就展露歌唱天份。小學三年級被選入合唱團，擔任男高音主唱，因為被音樂老師彈琴的優雅琴音打動，八歲開始學習古典鋼琴，從此走上音樂之路。十七歲就讀復興美工高一時，有同學邀伍思凱到校外表演，為了練團經常進出齊柏林、功學社、鄉韻等練團室，結識不少音樂同好，也開始組樂團巡迴表演，第一場就到國立清華大學演出，儘管演出一場的酬勞只有一人五百元，租練團室練習一次就超過一千元，但他不以為苦，還用每個月僅有的一萬元的薪水，分期付款買下夢想已久的第一代Midi電子合成器YAMAHA DX7，可見其對音樂的熱愛從學生時期就紮下根基。
那時樂團壽命普遍不長，一有團員當兵，其他成員就得另外組團，伍思凱因此四處試唱，當過不少樂團的鍵盤手，有一次試唱時，一位能唱能彈的前輩罵他，「節拍跟不上，又唱不準，這種貨色也敢來。」他被罵到沒話說，從此發奮苦練，以「深紫色樂團（Deep Purple）」傳奇鍵盤手Jon Lord為目標，日夜精進不懈。當年在PUB和西餐廳表演的樂團，流行演唱西洋歌曲，樂手們大都以聽歌記伴奏譜的方式土法鍊鋼，連歌詞都是以拼音法強記，伍思凱也不例外，就這樣一步一腳印的唱遊在當年台北西門町最受西洋樂迷喜愛的巴而可、星際之船等西餐廳，並從各大校園演唱會、甚至林森北路六條通的夜總會磨練實力。
十九歲時，伍思凱在台北Live House和西餐廳唱出口碑，從每月每天唱一小時一萬元酬勞，短短一年內就增加到一天跑三家Piano Bar、累計唱六小時，加上白天在功學社教新樂團彈鍵盤，週末中午還在另一家Piano Bar兼職，幾乎每天只睡三小時，但年輕的他對這樣的磨練至今仍依然感謝。小有名氣的他也吸引當時「可登唱片」老闆陳復明和曹俊鴻的注意（也是當時印象合唱團的成員），在看過他表演後，便相約三天後在統帥西餐廳簽約，但簽約後三個月，伍思凱就收到兵單，當下決定先入伍，在退伍後再用心專注衝刺音樂。
陳復明和曹俊鴻簽下伍思凱時，曾問他會不會創作，這是他十九歲以前從沒想過的事，服役過程中擔任軍樂隊隊長的他，開始嘗試譜曲，每個月一放假就去唱片公司交歌，但作品屢屢被退件，直到第一張《愛要怎麼說》和第二張《等著你愛著你》專輯都收錄了服兵役時期的作品時，才明白老師們故意退稿是為了要磨練他多創作。1986年「可登」籌備鄭怡《想飛》專輯，收錄李宗盛寫的男女對唱曲〈我和你〉，唱片公司決定由他和鄭怡合唱，成了他的出道曲，為了磨練唱功，唱片公司又安排他錄製翻唱合輯《流行四十五》，不過伍思凱不想一直當影子歌手，退伍前即開始和城市外交合唱團搭檔，回到PUB表演加強Live實力。

### 英文名字的由來
伍思凱英文名Sky，是70年代便走紅的女歌手黃鶯鶯幫他取的。
伍思凱二十歲還在當兵時，因為黃鶯鶯要找會合聲的樂手，幫她在太陽城的演出伴奏，為黃鶯鶯製作《雪在燒》專輯的曹俊鴻便推薦伍思凱。有一次，黃鶯鶯問起伍思凱的英文名字，那時他的英文名字叫「Arnold」，是同期出道的另一位男歌手趙傳幫他取的，取自當時正紅的阿諾·史瓦辛格，不過黃鶯鶯覺得這個名字不是很適合他，主動要幫忙想，伍思凱本以為貴為巨星的黃鶯鶯只是開玩笑，沒想到隔天黃鶯鶯就建議他改名「Sky」，除了發音和本名「思凱」接近外，還傳授藝人名字只要尾音上揚、開口，一定能一飛沖天，還舉「鳳飛飛」、「歐陽菲菲」為例，果然伍思凱1988年9月推出第一張專輯《愛要怎麼說》，就獲得中國時報最佳新人獎亞軍、年度十大金曲排行亞軍，並成為1989年全年新加坡電台龍虎榜最高榮譽歌曲，印證了黃鶯鶯「一飛沖天」的預言。

## 演藝經歷

### 可登時代（1986-1993）
校園演唱會的重要先鋒
伍思凱1988年退伍，同年9月23日發行首張個人專輯《愛要怎麼說》，不但讓他一炮而紅，更入選中華音樂人交流協會《台灣流行音樂200張最佳專輯》，連續幾張專輯都是排行榜常勝軍，同時首創校園演唱會風潮，和馬毓芬聯合舉辦的「學生之愛」校園巡迴演唱會，所到之處皆引發學生為之瘋狂。1989年他和馬毓芬合唱〈關於愛情〉，更紅到新加坡，成為當年新加坡結婚必唱的應景歌曲。1989年3月推出第二張專輯《等著你.愛著你》，不但同名主打歌獲得新加坡電台十大龍虎榜第二名，專輯中一首〈愛到最高點〉配合集結林青霞、王祖賢等數十位巨星合拍的公益廣告「愛到最高點．心中有國旗」，更奠定伍思凱演唱公益歌曲的正面形象；5月發行群星合輯《我們II-生日快樂》；10月推出個人專輯《我最愛的朋友》，不但同名主打歌坐上90年新加坡十大龍虎榜金曲第4名，1990年1月更讓他拿下第1屆金曲獎最佳新人獎。
打破金曲魔咒
金曲獎一直流傳不成文的最佳新人獎魔咒，伍思凱是第一個打破魔咒的得主。在拿下最佳新人獎的同年7月，他推出《特别的愛給特别的你》專輯，為分手初戀女友所寫的同名主打歌，不但在新加坡933電台蟬連12周冠軍，更入圍第3屆金曲獎最佳年度歌曲獎，在台灣、新加坡、香港、大陸各地排行榜都勢如破竹，同年9月《知音時間》廣播主持人羅小雲帶領台灣歌手在香港紅磡舉辦「愛的連線演唱會」中，尤以伍思凱的演出反應最熱烈，這首歌也讓他包辦各大小頒獎禮，並在1992年展開十二場個人首次大陸巡迴演唱會，從瀋陽開始，一路唱進北京、廣州、深圳、天津、武漢、南京，場場爆滿，聲勢更勝得獎之前。
1991年4月他演唱華視八點檔《少年張三豐》主題曲〈誰懂〉；7月發行專輯《愛的過火》，也以此專輯入圍第4屆金曲獎最佳國語男演唱人獎，還獲邀為陳可辛執導的電影《雙城故事》譜寫主題曲〈一生中最愛〉，這首由譚詠麟演唱的主題曲，不但是譚詠麟經典名曲之一，也讓伍思凱入圍第28屆金馬獎最佳電影插曲；1992年發行專輯《不同》前後，「可登」分別在1991年1月及1993年12月，推出他的新歌加精選《我真的很不錯》和《真愛精選輯》，前者的同名主打歌先後被選為「國家產品形象」廣告，和中華職職棒開賽主題曲。與可登唱片約滿這期間，伍思凱一直維持半年至一年發片的密集度。

### 點將時代（1993-1999）
〈情網〉與〈且行且珍惜〉的幕後推手
相較於順遂的出道初期，1992年是伍思凱人生最低潮，那一年姐姐過世，初戀女友嫁給別人，他把自己的創作〈情網〉賣給張學友，結果自己的專輯《不同》被《吻別》打掛，宣傳草草結束。唯一出乎意料之外的是，原本收錄在《不同》專輯中的〈且行且珍惜〉，在1996年幫張信哲製作夢想專輯時，靈機一動便修改部份歌詞後建議張信哲重新翻唱不同的版本，竟在大陸大受歡迎，不但成為當年各大專院校儷歌指定曲,〈且行且珍惜〉更成為近年的流行語，直到2014年還是大陸網友熱搜排行榜前幾名。
〈分享〉靈感來自對恩師的感謝
1993年伍思凱和「可登」約滿，面臨唱片公司抉擇時曾經非常困擾，陳復明看出伍思凱的猶豫，直言：「只要你有更好的未來，就盡量去吧。」讓伍思凱感動不已，他加入點將唱片第一張專輯《最愛是你》中的〈分享〉，正是感念陳復明一路以來對他的提攜和照顧，因此當陳復明出現在《最愛是你》專輯發表會上時，就讓伍思凱當場熱淚盈眶。
當時伍思凱宣傳完主打歌〈最愛是你〉就去英國度假，回台灣才聽說〈分享〉已經在校園火速發酵，成為當年的新版驪歌，連他坐上計程車，去逛百貨公司各大賣場,都不停聽到電台播歌，《最愛是你》也讓他入圍第6屆台灣最佳國語男演唱人獎，同名主打歌則入圍同年最佳年度歌曲。1994年發行專輯《愛與愁》，亦入圍第7屆台灣最佳國語男演唱人獎。1995年2月結婚後，9月則發行《心動了》，重唱他過去為其他歌手創作的〈情網〉、〈不只是朋友〉等作品。1996年發行《你愛誰》，再入圍第8屆最佳國語男演唱人獎。1997年，伍思凱找來英國愛樂合作《舞月光》，專輯不但獲音樂人交流協會推薦，還拿下華語榜中榜最佳音樂錄影大獎。然而這張專輯，卻卡在「點將」賣給EMI的交接期，唱片公司因行政失誤忘記報名金曲獎，讓他十分遺憾，決定在唱片公司混亂的交接期間，於1998年前往美國波士頓音樂學院Berklee College of Music進修爵士與表演，而在EMI的唯一一張專輯《怎麼做朋友》，也遲至1999年才發行。

### 新力時代（2000-2003）
加盟「新力」後，伍思凱2000年發行新歌加精選《分享伍思凯》，這是第一張由他主導選曲的雙CD精選，共收錄包括重唱1988年出道的第一首歌曲〈愛要怎麼說〉，重新詮釋1999年寫給侯湘婷〈秋天別來〉，及2000年全新作品〈曾經愛你 永遠愛你〉在內，1988到2000年間共23首歌曲的音樂紀錄，果然寫下銷售佳績。2001年他以《想念》專輯，入圍第13屆台灣金曲獎最佳國語男演唱人，2年後，終於在2003年以《愛的鋼琴手》溫暖、陽光極具感染力的演唱風格，勇於嘗試多元音樂類型的曲風，獲得第15屆台灣金曲獎最佳國語男演唱人獎肯定。

### 音樂是終身事業（2004─）
深得觀眾緣的「鐵面判官」
拿下金曲獎最佳男歌手後，伍思凱成為眾多唱片公司爭取的對象，為了情義相挺認識多年、剛創業「大熊星」的姚謙，在沒簽約的情況下，雙方開始合作，但專輯拖兩年仍沒開案，幾次磨合後，伍思凱發現彼此無法繼續合作，只能抱憾各奔前程。
失之東隅，收之桑榆。2006年大陸音樂劇《北京女孩》相中他出任男主角，雖然演出第一場倒數第二幕時，就因不慎摔下舞台、右膝十字韌帶斷裂百分之三十而住院，但他傷勢稍癒後，就堅持歸隊完成演出，同時間還成為央視選秀節目《夢想中國》評審班底。住院期間，他仔細研究《Amercian Idol》的節目型態，觀摩之前《超級女聲》、《夢想中國》的比賽節目帶，做足功課，配合節目開錄在即，伍思凱傷後一周就坐輪椅去當評審，敬業態度和專業的表現，讓他受到大陸觀眾肯定，當歌手時沒搭過免費計程車，但當了評審後，他多次碰到飯店老闆請吃飯、搭計程車不收車費的情況。而比賽期間，也曾發生初選選手不遵守賽規，堅持不離場，以致伍思凱氣憤的說：「你不離場，我離席。」由於在此之前從未有過評審離席事件，伍思凱不但因此登上大陸所有娛樂新聞頭題，媒體和樂迷更給他「鐵面判官」的封號。2007和2010年，他又先後受邀擔任上海東方電視台《我型我秀》、浙江衛視《非同凡響》、湖南衛視《超級女聲》三個選秀節目評委，並在2009年擔任台灣《超級星光大道》第四季評審，2013年更以分隊隊長姿態，參賽安徽衛視專業歌手比賽節目《我為歌狂》，率領隊友奪冠，成為台灣歌手在大陸參加歌唱競賽型節目中第一位拿下冠軍的歌手隊長。2017年受新加坡、馬來西亞邀請擔任The Voice《決戰好聲》導師，期望挖掘、培育出更多音樂圈的新血。」
創作上的再突破
伍思凱在大陸的發展十分成功，但他仍未忘情創作，2007年加盟亞神唱片推出新歌精選輯《伍思凱的音樂天空》，2008年加盟豐華唱片，與當初發掘他的恩師陳復明再續前緣，2009年發行《小伍歌，故事的第一行》，主打歌〈故事的第一行〉由方文山量身打造，突破以往伍式情歌曲風，給了歌迷全新感受:專輯中收錄的〈淺藍深藍〉是同名電影主題曲，〈Better City Better Life〉則是特別為2010年上海世博會所寫的歌曲，更獲選「2010年上海世博會2008年度優秀歌曲獎」。

### 音樂路上，永遠的學生
丟掉包袱，跨海求知
伍思凱出道之後的第一張專輯收錄三首個人作品，第二張專輯寫七首歌、製作三首，到第三張《我最愛的朋友》一手包辦全部歌曲創作、編曲和製作，很早就以創作歌手姿態站穩歌壇，但他始終對自己出道初期，曾在綜藝節目《鑽石舞台》中模仿其他歌手演唱，大受歡迎的節目效果難以釋懷，影子歌手的包袱太沈重，伍思凱更用心經營創作與音樂製作，為了在音樂上求新求變，一有時間就出國進修。
1991年伍思凱結束《特別的愛給特別的你》馬不停蹄的宣傳，就入學美國好萊塢知名搖滾音樂學院MI(Musician Institute)的GIT(the Guitar Institute of Technology)，念了半年吉他課程，1992年宣傳完《愛得過火》專輯，覺得自己習慣以鍵盤出發的編曲模式不夠多元，又回到洛杉磯MI的KIT(the Keyboard Institute of Technology)，念了半年爵士鋼琴，並和私人教師上了一年電貝斯課程；1997年底知名爵士流行音樂學院Berklee來台招生，他申請隔年暑期入學，帶著全家在波士頓進修半年多，累積功力也在加盟「新力」後《想念》、《愛的鋼琴手》等連續多張專輯，銷售和樂評都受肯定上得到印證；2013年前往西班牙進修現代音樂製作和創作；2014年在美國洛杉磯和私人教師密集上了一個月的聲音表演課。
以非「伍思凱」角度來看待自己及世界
2016以高分考取世新大學上海碩專班公廣系，每個月來回奔波，只為不斷吸收新知識，期待能跳脫「自己」的角度，以更多元而寬闊的觀點（例如品牌管理，大眾傳播）來審視「伍思凱」這個人。就算在台灣，伍思凱也從不停止旺盛的學習心，只要聽到那個樂手或歌手表演得好，他馬上拜師學藝，是華語歌壇非常用功學習的歌手。
精進音樂及語文能力，和全球音樂人交流
不希望音樂表現停留在同一種思維，伍思凱只要聽到西洋專輯裡某一種樂器配製或錄音方式特別驚喜，就會想辦法透過各種管道請到這些知名的外國優秀樂手合作，因此從1992年發完《不同》專輯以後，伍思凱常到英國、美國錄音，每張作品都是他赴國外「取經」，和各國音樂人交流的成果。
像是慕名菲爾柯林斯（Phil Collins）經典歌曲〈In The Air Tonight〉中撼人旋律的自由鼓拍和特殊回音效果，他追隨偶像腳步在英國Townhouse錄音室的stone room錄音，第一天錄音時還遇到艾爾頓強（Elton John），有了短暫的交流。1993年《最愛是你》則找來喬治麥可（George Michael）、史汀（Sting）合作過的樂手助陣，同名單曲〈最愛是你〉前奏的排笛樂音，至今仍為歌迷津津樂道。而彈奏保羅揚名曲〈everytime you go away〉中經典貝斯主旋律大受矚目的貝斯手Pino Palladino，則負責伍思凱1994年《愛與愁》整張專輯的貝斯，至今仍活躍在流行、爵士樂界，是當紅歌手約翰梅爾（John Mayer）的專屬貝斯手。1997年《舞月光》除了和英國愛樂合作，錄音師Mick Guzauski是麥可傑克森（Michael Jackson）、艾瑞克．克萊普頓（Eric Clapton）和瑪麗亞凱莉（Mariah Carey）指定合作的大師。而2001年的《想念》專輯，也是和史汀、艾爾頓強、男孩特區（Boyzone）、辣妹合唱團（Spice Girls）等御用樂手及錄音師合作，專輯中一段悲傷、淒美的北蘇格蘭笛音，靈感來自史汀「Brand New Days」。
另一方面，為了能與國際的音樂人們更加深刻地交流，伍思凱也在語言方面下足了苦功。他曾經周一至周五天天早起，到台大的英文補習班報到，期間長達一年，而這段學習經驗也被製作成影片，在2017年的新加坡演唱會上播放和粉絲一同分享，2018年更三度前往瑞典和全球流行音樂人共同創作，期許能從不同的音樂文化中激蕩出不同的火花。

### 多方位的創作歌手
除了為人熟知的歌唱實力之外，伍思凱也涉足作曲、作詞、編曲、製作、主持、戲劇等範疇，是十分全面且認真學習的藝人。伍思凱大部分的音樂作品都是親自譜寫旋律、編曲、製作，例如紅極一時大眾都能琅琅上口的校園驪歌代表作〈分享〉、深情款款奠定伍式情歌地位的〈特別的愛給特別的你〉等。此外，他也幫不少歌手寫過暢銷歌曲，如劉德華〈愛的連線〉、張學友的招牌金曲之一〈情網〉、張信哲〈且行且珍惜〉、黃小琥〈不只是朋友〉、〈分不到你的愛〉，以及「芝麻」陳艾玲為紀念過去的好夥伴「龍眼」林育如而推出的歌曲〈一個人唱歌的時候〉，其動人旋律也是出自伍思凱之手。
節目主持方面，十多年前，伍思凱曾和劉傑一起主持復興電台《翡翠湖》的「談話頭」單元，「伍爺爺」和「劉姥姥」的拌嘴、吐槽，成為聽友們不可磨滅的經典回憶之一。2012年，公視音樂性節目《我們的音樂故事》邀請伍思凱和旺福樂團主唱瑪靡搭檔主持，作為電視主持的處女秀，他每一集都作足功課，加上之前廣播主持的經驗，節目頗受好評。
不僅如此，伍思凱參與的影劇作品也不少，如2013年黃真真所導演的〈被偷走的那五年〉，這部揪心浪漫的電影上映之初引發不小的討論熱潮，其餘如〈老少五個半〉、〈愛情逗陣〉、〈星光依舊燦爛〉等，伍思凱也都在其中「尬」上一角。
如果常常關注歌唱比賽節目，應該對伍思凱坐在評審和導師席的身影毫不陌生。從早年台灣的《超級星光大道》、上海東方電視台《我型我秀》、浙江衛視《非同凡響》、湖南衛視《超級女聲》、央視《夢想中國》，到近期的The Voice新馬版《決戰好聲》，伍思凱擔任評審和導師的經驗十分豐富。基於對音樂的堅持與要求，平時給人溫和、好脾氣印象的他收起笑臉，不論是在比賽規則或是細節上，他專業公正、毫不馬虎，也因此獲得「鐵面判官」的稱號。
除了擔任歌唱比賽評審導師，挖掘音樂新秀外，2016年起，伍思凱與音樂圈好友李岳奇先生共同創立「才能飛國際共創協會」，這是由音樂人發起的非營利組織，期待藉由資深音樂工作者的經驗分享，幫助台灣潛力新秀在未來的音樂路上走得更寬闊、更順遂。

### 學生寫信到電視臺　促成伍思凱上節目的機緣
伍思凱發行首張專輯《愛要怎麼說》時，一開始的市場反應不如預期，唱片公司開始思考對策──當時最常見的打歌方式為帶著藝人跑電視通告、上廣播節目、接受平面媒體採訪......但由於伍思凱非屬典型的「顏值系」歌手，也還處於「會唱歌但不太會說話」的階段，苦無宣傳管道可循，十分吃虧。直到後來，伍思凱和馬毓芬的校園巡迴演唱會出乎意料地成功，聲勢如雪球般越滾越大，才真正打響了名號。
有趣的是，15場校園演唱會辦完後，學生粉絲們決定聯手寫信到華視知名的綜藝節目《鑽石舞台》，質疑「為什麼不邀請伍思凱上節目？」，「抗議信」如雪花片般飛向節目製作群。學生們的願望最後實現，伍思凱果真收到《鑽石舞台》的邀請，獻出螢幕處女秀，並於大年初一的黃金時段播出，深受歡迎，因而締造《愛要怎麼說》專輯的銷售佳績。

## 音樂作品

### 相關音樂專輯

#### 可登唱片
| 發行日期       | 專輯                                                         |
| -------------- | ------------------------------------------------------------ |
| 1988年9月23日  | 《愛要怎麼說》                                               |
| 1989年3月27日  | 《等著你‧愛著你》，收錄全民歌曲〈愛到最高點〉。              |
| 1989年10月     | 《我最愛的朋友》                                             |
| 1990年7月6日   | 《特別的愛給特別的你》                                       |
| 1991年4月12日  | 《少年張三丰電視原聲帶》，收錄新單曲〈誰懂〉、〈少年心II〉。 |
| 1991年         | 《愛要怎麼說》（精選1），只限在香港發行。                    |
| 1991年12月20日 | 《愛的過火》                                                 |
| 1992年1月6日   | 《我真的很不錯》（精選2），收錄新單曲〈我真的很不錯〉。      |
| 1993年3月31日  | 《不同》                                                     |
| 1993年12月1日  | 《真愛》（精選3）                                            |
| 1995年         | 《圖案CD》（精選4），只限在新加坡發行。                      |

#### 點將唱片
| 發行日期       | 專輯         |
| -------------- | ------------ |
| 1993年11月     | 《最愛是你》 |
| 1994年11月25日 | 《愛與愁》   |
| 1995年9月      | 《心動了》   |
| 1996年8月      | 《你愛誰》   |
| 1997年9月      | 《舞月光》   |

#### 科藝百代唱片
| 發行日期  | 專輯           |
| --------- | -------------- |
| 1999年3月 | 《怎麼做朋友》 |

#### 新力唱片
| 發行日期      | 專輯                                                                    |
| ------------- | ----------------------------------------------------------------------- |
| 2000年2月22日 | 《分享伍思凱》（精選5），收錄新單曲〈曾經愛你，永遠愛你〉、〈秋天別來〉 |
| 2001年2月9日  | 《想念》                                                                |
| 2003年7月4日  | 《愛的鋼琴手》                                                          |

#### 亞神音樂
| 發行日期      | 專輯                                                                |
| ------------- | ------------------------------------------------------------------- |
| 2007年8月30日 | 《收集伍思凱》（精選6），收錄新單曲〈收集〉、〈分享愛〉、〈戀東方〉 |

#### 豐華唱片
| 發行日期       | 專輯                       |
| -------------- | -------------------------- |
| 2009年12月18日 | 《小伍，歌。故事的第一行》 |

### 合作歌曲
| 發行日期      | 歌曲                                                           |
| ------------- | -------------------------------------------------------------- |
| 1986年9月     | 《想飛》，收錄與鄭怡合唱的〈我和你〉單曲。                     |
| 1988年12月    | 《愛情的臉》，收錄與馬毓芬合唱的〈關於愛情〉單曲。             |
| 1989年7月     | 《世界等著我們》合輯，與眾多可登歌手合唱〈世界等著我們〉單曲。 |
| 1989年8月24日 | 《我們II》合輯，收錄新單曲〈生日快樂〉、〈O型的人〉。          |

### 廣告歌曲
| 年份   | 歌曲                                                            | 廣告                                                             |
| ------ | --------------------------------------------------------------- | ---------------------------------------------------------------- |
| 1988年 | 〈你不是別無選擇〉                                              | 光陽機車廣告。                                                   |
| 1989年 | 〈愛到最高點〉（詞：陳家慶／曲：曹俊鴻）                        | 「心中有國旗」公益廣告。                                         |
| 1989年 | 〈O型的人〉                                                     | 統一企業「蘇活兒飲料」廣告主題曲，收錄在《我們II》合輯。         |
| 1990年 | 〈相知〉                                                        | 演唱「可口可樂探親篇」廣告曲，收錄在《特別的愛給特別的你》專輯。 |
| 1991年 | 「可口可樂奧運篇」廣告曲                                        | 演唱「可口可樂奧運篇」廣告曲。                                   |
| 1992年 | 「麥當勞爵士篇」廣告曲                                          | 演唱「麥當勞爵士篇」廣告曲。                                     |
| 1993年 | 〈分享〉                                                        | 演唱宏亞食品「77乳加巧克力」廣告曲。                             |
| 1994年 | 「曼陀珠」廣告廣告曲                                            | 演唱「曼陀珠」廣告曲。                                           |
| 1995年 | 「西北航空」形象廣告曲                                          | 演唱「西北航空」形象廣告曲。                                     |
| 1996年 | 「光泉牛奶」廣告曲                                              | 創作「光泉牛奶」廣告曲。                                         |
| 1997年 | 「M&M巧克力」廣告曲                                             | 演唱「M&M巧克力」廣告曲。                                        |
| 2001年 | 〈希望在這裡〉（詞：邢維中、羅聯福／曲：Richy Ho、Eddie Chung） | 中國信託金控廣告曲，收錄在伍思凱《想念》專輯中。                 |
| 2001年 | 〈秘密〉                                                        | 創作蕭亞軒《明天》專輯中的〈秘密〉，同時也是潘婷洗髮精主題曲。   |
| 2008年 | 〈北京歡迎你〉                                                  | 與眾星合唱2008年北京奧運主題曲。                                 |
| 2009年 | 〈分享〉                                                        | 演唱廣告曲上海Skoda汽車。                                        |
| 2010年 | 〈Better City Better Life〉                                     | 演唱上海世博歌曲。                                               |
| 2018年 | 〈超級的愛給超級的你〉                                          | 中國電商阿里巴巴旗下「天貓超級品牌日」主題曲。                   |

### 電視主題曲及插曲
| 年份   | 歌曲                                         | 節目名稱                                                             |
| ------ | -------------------------------------------- | -------------------------------------------------------------------- |
| 1991年 | 〈誰懂〉                                     | 創作、演唱中視連續劇《少年張三丰》片尾曲。                           |
| 1993年 | 〈最愛是你〉                                 | 創作、演唱衛視中文台日劇《最愛是你》主題曲。                         |
| 1995年 | 〈愛與愁〉                                   | 為無線電視劇《廉政英雄》國語插曲。                                   |
| 2002年 | 〈學會〉                                     | 創作〈學會〉，為《書劍恩仇錄》片尾曲，收錄在許慧欣《孤單芭蕾》專輯。 |
| 2003年 | 〈這邊那邊〉(詞：何啟弘／曲：伍思凱)         | 公視文學大戲《家》片頭曲。                                           |
| 2003年 | 〈留給你的窗〉(詞：姚謙、李焯雄／曲：伍思凱) | 公視文學大戲《家》片尾曲。                                           |
| 2005年 | 〈風舞〉                                     | 創作、演唱中國大陸中央電視台電視劇《京城四少》主題曲。               |
| 2009年 | 〈幸福藥草〉                                 | 創作、演唱台視、三立偶像劇《福氣又安康》主題曲。                     |

### 電影主題曲
| 年份   | 歌曲                                           | 電影名稱                                               |
| ------ | ---------------------------------------------- | ------------------------------------------------------ |
| 1988年 | 〈愛要怎麼說〉                                 | 《公子多情》主題曲，收錄在《愛要怎麼說》專輯。         |
| 2002年 | 〈靠近你〉                                     | 《台北朝九晚五》主題曲，收錄在B.A.D.專輯《皇后之歌》。 |
| 2006年 | 〈淺藍深藍〉（詞：何啟弘、張馨月／曲：伍思凱） | 為中國大陸首部兒童賀歲片《淺藍深藍》同名主題曲。       |
| 2006年 | 〈愛的鋼琴手〉（詞：姚謙／曲：伍思凱）         | 《奶爸安親班》中文主題曲。                             |
| 2009年 | 〈橙色九月〉（詞：藤井樹／曲：伍思凱）         | 新媒體劇《心情日記》中文主題曲。                       |

### 寫給其他歌手的作品
| 年份   | 歌曲                                             | 收錄專輯 |
| ------ | ------------------------------------------------ | --- |
| 1988年 | 〈冷風過境〉（詞：林秋離／曲：伍思凱）           | 收錄在曲佑良《心裡龍》專輯。                                                                                  |
| 1989年 | 〈愛的連線〉（詞：陳復平／曲：伍思凱）           | 收錄在劉德華《愛的連線》專輯。                                                                                |
| 1989年 | 〈還沒有說完〉（詞：向雪懷／曲：伍思凱）         | 原曲為〈愛我不要不多〉，收錄在劉德華《共你傷心過》專輯。                                                      |
| 1989年 | 〈對不對〉（詞：潘源良／曲：伍思凱）             | 原曲為〈最好不要再想我〉，收錄在陳百強《一生何求》專輯。                                                      |
| 1989年 | 〈一個人唱歌的時候〉（詞：陳艾玲／曲：伍思凱）   | 收錄在陳艾玲《一個人唱歌的時候》專輯。                                                                        |
| 1990年 | 〈關閉心靈〉（詞：潘源良／曲：伍思凱）           | 原曲為〈整個世界的寂寞〉，收錄在陳百強《等待您》專輯。                                                        |
| 1990年 | 〈分手〉（詞／曲：伍思凱）                       | 原曲為〈特別的愛給特別的你〉，收錄在香港歌手曾航生《永遠幸福》專輯。                                          |
| 1990年 | 〈再會了〉（詞：林振強／曲：伍思凱）             | 收錄在劉德華《再會了》專輯。                                                                                  |
| 1990年 | 〈心的位子〉（詞：陳家麗／曲：伍思凱）           | 收錄在蘇慧倫《Maybe Tomorrow》專輯。                                                                          |
| 1990年 | 〈不只是朋友〉（詞：言兒／曲：伍思凱）           | 收錄在黃小琥《不只是朋友》專輯。                                                                              |
| 1991年 | 〈一生中最愛〉（詞：向雪懷／曲：伍思凱）         | 收錄在譚詠麟《神話1991》專輯。                                                                                |
| 1991年 | 〈說好見面〉（詞：姚謙／曲：伍思凱）             | 收錄在林慧萍《等不到深夜》專輯。                                                                              |
| 1991年 | 〈記得你的心〉（詞：姚謙／曲：伍思凱）           | 收錄在林慧萍《等不到深夜》專輯。                                                                              |
| 1992年 | 〈想你到心慌〉（詞：姚謙／曲：伍思凱）           | 收錄在張清芳《光芒》專輯。                                                                                    |
| 1992年 | 〈分不到你的愛〉（詞：陳家麗／曲：伍思凱）       | 收錄在黃小琥《分不到你的愛》專輯。                                                                            |
| 1993年 | 〈情網〉（詞：劉虞瑞／曲：伍思凱）               | 收錄在張學友《吻別》專輯。 其粵語版為《等你回來》，由簡寧作詞，同樣由張學友演唱，收錄在張學友《我與你》專輯。 |
| 1993年 | 〈當我愛上一個人〉（詞：陳道明／曲：伍思凱）     | 收錄在周慧敏《心事重重》專輯。                                                                                |
| 1995年 | 〈等得太久〉（詞：向雪懷／曲：伍思凱）           | 收錄在彭羚《如夢初醒》專輯。                                                                                  |
| 1996年 | 〈依賴〉（詞：何啟弘／曲：伍思凱）               | 收錄在李玟《往日情》專輯。                                                                                    |
| 1996年 | 〈且行且珍惜〉（詞：陳道明、厲曼婷／曲：伍思凱） | 收錄在張信哲《夢想》專輯。                                                                                    |
| 1996年 | 〈夢想成真〉（詞：孫維君／曲：伍思凱）           | 收錄在張信哲《夢想》專輯。                                                                                    |
| 1997年 | 〈2090年再愛你〉（詞：林夕／曲：伍思凱）         | 收錄在李玟《CoCo Lee》同名粵語專輯。                                                                          |
| 1997年 | 〈一個人跳舞〉（詞：于光彥／曲：伍思凱）         | 收錄在張惠妹《Bad Boy》專輯。                                                                                 |
| 1998年 | 〈訊息〉（詞：姚謙／曲：伍思凱）                 | 收錄在李玟《Di Da Di 暗示》專輯。                                                                             |
| 1999年 | 〈秋天別來〉（詞：姚謙／曲：伍思凱）             | 收錄在侯湘婷《你愛我嗎》專輯。                                                                                |
| 1999年 | 〈明天也要作伴〉（詞：姚若龍／曲：伍思凱）       | 收錄在錦繡二重唱《我的Super Life》專輯。                                                                      |
| 1999年 | 〈你那邊是晴天〉（詞：姚謙／曲：伍思凱）         | 收錄在江美琪《第二眼美女》專輯。                                                                              |
| 2000年 | 〈窗外的天氣〉（詞：姚謙／曲：伍思凱）           | 收錄在蕭亞軒《紅薔薇》專輯。                                                                                  |
| 2000年 | 〈奔跑〉（詞：姚謙／曲：伍思凱）                 | 收錄在張惠妹《不顧一切》專輯。                                                                                |
| 2001年 | 〈秘密〉（詞：姚謙／曲：伍思凱）                 | 收錄在蕭亞軒《明天》專輯。                                                                                    |
| 2001年 | 〈我們相愛了〉（詞：厲曼婷／曲：伍思凱）         | 收錄在滿文軍《愛無界》專輯。                                                                                  |
| 2002年 | 〈學會〉（詞：易家揚／曲：伍思凱）               | 收錄在許慧欣《孤單芭蕾》專輯。                                                                                |
| 2002年 | 〈祝福了〉（詞：姚謙／曲：伍思凱）               | 收錄在許茹芸《芸開了》專輯。                                                                                  |
| 2002年 | 〈看海的日子〉（詞：張美賢／曲：伍思凱）         | 收錄在李克勤《真經典》專輯。                                                                                  |
| 2003年 | 〈似水年華〉（詞：劉若英／曲：伍思凱）           | 收錄在劉若英《我的失敗與偉大》專輯。                                                                          |
| 2003年 | 〈啟程〉（詞：陳淑秋／曲：伍思凱）               | 收錄在范瑋琪《真善美》專輯。                                                                                  |
| 2004年 | 〈下一個永遠〉（詞：施立／曲：伍思凱）           | 收錄在張信哲《下一個永遠》專輯。                                                                              |
| 2004年 | 〈尋找〉（詞：施立／曲：伍思凱）                 | 收錄在范瑋琪《最初的夢想》專輯。                                                                              |
| 2005年 | 〈我愛夏卡爾〉（詞：姚謙／曲：伍思凱）           | 收錄在江美琪《戀人心中有一首詩》專輯。                                                                        |
| 2005年 | 〈一輩子的溫柔〉（詞：林振強／曲：伍思凱）       | 原曲為〈不只是朋友〉，收錄在葉蒨文《25週年經典金曲32首》專輯。                                                |
| 2005年 | 〈只要老爺你笑一笑〉（詞：林青霞／曲：伍思凱）   | 林青霞為父親祝壽歌曲。                                                                                        |
| 2006年 | 〈鳳凰木〉（詞：姚謙／曲：伍思凱）               | 收錄在孟庭葦《紅木》專輯。                                                                                    |
| 2006年 | 〈一半的我〉（詞：王雅君／曲：伍思凱）           | 收錄在范瑋琪《我們的紀念日》專輯。                                                                            |
| 2008年 | 〈記憶鋼琴〉（詞：易家揚／曲：伍思凱）           | 收錄在許慧欣《欣的記憶》精選輯。                                                                              |

### 與其他歌手對唱的作品
| 年份   | 歌曲 | 收錄專輯                                  |
| ------ | --- | ----------------------------------------- |
| 1986年 | 〈我和你〉（合唱：鄭怡／詞：李宗盛／曲：李宗盛） | 收錄在鄭怡《想飛》專輯。                  |
| 1988年 | 〈關於愛情〉（合唱：馬毓芬／詞：陳佳明／曲：黎沸揮） | 收錄在馬毓芬《愛情的臉》專輯。            |
| 1994年 | 〈有夢有朋友〉（合唱：優客李林／詞：李驥、姚謙／曲：伍思凱） | 收錄在伍思凱《愛與愁》專輯。。            |
| 1996年 | 〈秋雨彼一瞑〉（合唱：江蕙／詞：熊天益／曲：熊天益)） | 收錄在江蕙《等待舞伴》專輯。              |
| 2007年 | 〈分享愛〉（合唱：王飛雪、熊汝霖、吳瓊／詞：伍思凱／曲：伍思凱） | 收錄在伍思凱《收集伍思凱》（精選6）專輯。 |
| 2019年 | 〈現在開始做朋友〉（合唱：徐佳瑩、艾怡良、彭佳慧、楊乃文、蕭煌奇、伍思凱、黃子佼、陶晶瑩、 光良、MATZKA、魏如萱、柯智棠、HUSH、A-Lin、萬芳、江美琪、紀曉君、戴愛玲、桑布伊 | 第二屆「愛之日常」音樂節主題曲            |

## 重要現場表演
| 年代                  | 現場表演 |
| --------------------- | --- |
| 1988年                | 與師姐馬毓芬舉行15場「學生之愛」巡迴演唱會。                                                                                  |
| 1989年                | 在台北國父紀館舉辦個人演唱會。                                                                                                |
| 1990年                | 在瀋陽舉辦兩場個人演唱會。 |
| 1990年                | 香港紅磡「愛的連線」演唱會。羅小雲主辦，另有庾澄慶等台灣歌手參加。                                                            |
| 1991年                | 首位在大陸舉行巡迴演唱會的台灣歌手，於北京、天津、武漢、成都、深圳、南京、長沙等地舉辦10場個人演唱會。                        |
| 1992年                | 與童安格在美國洛杉磯和舊金山共同巡迴5場演唱會。                                                                               |
| 1994年                | 與蔡琴、張清芳、優客李林合辦五星點將演唱會。                                                                                  |
| 1996年                | 台北國父紀念館舉辦「該愛就愛」2場個人演唱會。                                                                                 |
| 1996年                | 新加坡麗星郵輪個人演唱會。 |
| 1996年                | 在新加坡舉辦「該愛就愛」個人演唱會。                                                                                          |
| 1998年                | 台北南港101個人演唱會。 |
| 2000年                | 台北、馬來西亞麗星郵輪演唱會。                                                                                                |
| 2000年                | 新加坡Hard Rock個人演唱會。                                                                                                   |
| 2001年                | 在美國大西洋城舉辦演唱會。 |
| 2003年                | 在台北淡水漁人碼頭舉辦個人演唱會。                                                                                            |
| 2003年                | 與庾澄慶、林志炫在香港「星光熠熠耀保良慈善晚會」募款演唱經典名曲。                                                            |
| 2004年                | 與張信哲2人共7場「張牙舞爪」海內外演唱會。                                                                                    |
| 2004年                | 在美國大西洋城舉辦演唱會。 |
| 2004年                | 在台東舉行跨年演唱會。 |
| 2004-2005年           | 共5場「愛情蒲公英」海內外演唱會，另有張宇等台灣歌手參加。                                                                     |
| 2005年                | 擔任黃鶯鶯在新加坡Indoor Stadium舉辦的「天籟之鶯 直到永遠」演唱會嘉賓，合唱〈日安我的愛〉以及獨唱〈特別的愛給特別的你〉一曲。 |
| 2007年                | 在美國大西洋城舉辦聖誕節演唱會。                                                                                              |
| 2008年                | 加拿大Niagara Falls演唱會。                                                                                                   |
| 2008年                | 新加坡Indoor Stadium演唱會。                                                                                                  |
| 2008年                | 澳洲墨爾本安利演唱會。 |
| 2008年4月30日         | 北京奧運倒計時100天晚會，與眾星演唱〈北京歡迎你〉；與韓庚、龐龍、阿杜、何潤東、蘇醒演唱〈兄弟乾杯〉。                         |
| 2009年                | 麗星郵輪新加坡、香港演唱會。                                                                                                  |
| 2009年                | 上海世博溫哥華倒數100天壓軸演出。                                                                                             |
| 2009年                | 於46屆《金馬獎》現場演唱經典電影組曲〈流轉.時光.歌〉。                                                                        |
| 2010年                | 在台灣小巨蛋舉行賀寶芙演唱會。                                                                                                |
| 2010年                | 印尼棉蘭演唱會。 |
| 2011年                | 在台北TICC舉辦2場個人演唱會。                                                                                                 |
| 2011年                | 在美國Reno舉行演唱會。 |
| 2011年                | 美國康州演唱會。 |
| 2012年                | 新加坡Sun Tech City個人演唱會。                                                                                               |
| 2012年                | 新加坡Marina Bay Sands國泰人壽高峰演唱會。                                                                                    |
| 2012年                | 馬來西亞雲頂個人演唱會。 |
| 2013年                | 新加坡SNG同濟醫院慈善夜募款演唱經典組曲。                                                                                     |
| 2014年                | 新加坡Marina Bay Sands演唱會。                                                                                                |
| 2014年9月8日          | 和郁可唯在央視「蘇州月．中華情」中秋晚會，共同演唱央視中秋晚會主題曲〈海上明月〉，體現大團圓的主題。                          |
| 2015年                | 在美國加州洛杉磯舉行演唱會。                                                                                                  |
| 2015年7月26日         | 在江蕙「祝福」告別歌壇演唱會中擔任首位嘉賓，兩人合唱〈秋雨彼一暝〉，首唱成絕響。                                              |
| 2015年8月14日-9月11日 | 於中國大陸舉行11場巡迴演唱會，首場於鄭州開場，最終場於上海圓滿結束。                                                          |
| 2017年                | 新加坡The Star Theater重逢15「最愛是你」演唱會。                                                                              |

## 與其它歌手對唱
- 1986年：〈我和你〉(合唱：鄭怡/詞、曲：李宗盛)，收錄在鄭怡《想飛》專輯。
- 1988年：〈關於愛情〉(合唱：馬毓芬/詞：陳佳明/曲：黎沸揮)，收錄在馬毓芬《愛情的臉》專輯。
- 1994年：〈有夢有朋友〉(合唱：優客李林/詞：李驥、姚謙/曲：伍思凱)，收錄在《愛與愁》專輯。
- 1996年：〈秋雨彼一瞑〉(合唱：江蕙/詞、曲：熊天益)，收錄在江蕙《等待舞伴》專輯。
- 2007年：〈分享愛〉(合唱：王飛雪、熊汝霖、吳瓊   /詞、曲：伍思凱)，收錄在伍思凱《[精選6]收集伍思凱》專輯。

## 戲劇作品

### 電影
- 1989年：《老少五個半》
- 2009年：《愛情逗陣》 主演：伍思凱 飾演經紀人
- 2013年：《被偷走的那五年》 主演：心理醫師

### 電視劇
- 1997年：《音樂愛情故事》
- 2003年：《狂愛龍捲風》飾 小姨丈 (客串)
- 2007年：《晴天日記》 主演：黃曉明
- 2009年：《星光依舊燦爛》

### 舞台劇
- 2006年：《北京女孩》

## 節目主持

### 廣播
- 1992年：與劉傑主持復興電台《談話頭》(1992年1月1日至1993年12月31日)
- 1997年：中廣流行網《午餐的約會》(1997年12月1日至1997年12月31日)
- 2000年：Wave Radio《Wave耍大牌》
- 2000年：中廣流行網

### 電視
- 2012年 公視《我們的音樂故事》（與旺福女主唱瑪靡合作主持）

## 得獎紀錄
- 1988 愛要怎麼說/可登唱片

★中時晚報最佳新人獎亞軍
★年度十大金曲排行亞軍
★89年新加坡電台龍虎榜最高榮譽歌曲
- 1989 我最愛的朋友/可登唱片

★全年最高榮譽歌曲的榮銜－生日快樂
★新加坡地區電台龍虎榜歷年來最高票選
★新加坡地區電台龍虎榜全年總冠軍：No.4－關於愛情（與馬毓芬合唱）
- 1990 特別的愛給特別的你/可登唱片

★新加坡地區十大龍虎榜金曲：No.4－我最愛的朋友
★新加坡地區十大中文歌曲,第1名.第2名.第4名
★新加坡地區電台龍虎榜史上蟬聯最多週的冠軍歌曲(12週),打破費玉清“一翦梅”10週冠軍的記錄
★新加坡地區蟬連電台龍虎榜全年總冠軍
★金曲獎獲第一屆『最佳新人獎』─《我最愛的朋友》專輯『最佳編曲人獎』－陳揚〔愛到最高點〕─《等著你愛著你》專輯
★香港地區電台『十大中文金曲獎』
★香港地區無線電視台『勁歌金曲新人獎』銅獎
★香港地區商業電台『過江龍獎』銀獎
★入圍第三屆金曲獎最佳國語專輯製作人獎─特別的愛給特別的你
★入圍最佳年度歌曲獎─特別的愛給特別的你
- 1991 愛的過火/可登唱片

★金曲獎第三屆『最佳錄音獎』－寂寞公路
★為譚詠麟創作〈一生中最愛(國語歌名為〈愛你一世到來生〉)入圍金馬獎「最佳電影主題曲』」
- 1992 愛得過火/入圍第四屆金曲獎最佳男演唱人獎
- 1993最愛是你／點將唱片

★金曲龍虎榜全年第四名〈最愛是你〉
★馬來西亞第二屆熱辣中文金曲獎年度十大專輯《最愛是你》
★馬來西亞第二屆熱辣中文金曲獎年度DJ最愛金曲〈一半〉
- 1994 愛與愁/點將唱片

★得各排行榜冠軍各三至五週不等, 並奪得各排行榜之年度十大
★金曲龍虎榜全年第四(最愛是你)
★獲得Channel V Top 20
- 1995 心動了/點將唱片

★獲得Channel V Top 20
★最佳男演唱人獎入圍─愛與愁
★金曲龍虎榜亞軍
- 1996 你愛誰/點將唱片

★Channel V&BillBoard排行榜合辦『亞洲最佳創作歌手獎』
★最佳男演唱會人獎入圍─你愛誰
- 1997 舞月光/點將唱片

★Channel V&Build Board排行榜合辦『亞洲最佳創作歌手獎』
★Channel V『最佳MTV』獎
- 2000 分享伍思凱SKY1988~2000二十三首新曲加精選全紀錄/新力音樂

★獲1999《中國流行歌曲榜》最佳創作歌手獎
- 2001 想念/新力音樂

★獲中華音樂人交流協會2001年度十大專輯、單曲(想念)
★最佳男演唱人獎入圍─想念
- 2003 愛的鋼琴手/新力音樂

★獲中華音樂人交流協會2003年度十大專輯
★華語音樂傳媒十大唱片大獎─愛的鋼琴手
- 2004

★獲第15屆金曲獎最佳國語男演唱人獎─《愛的鋼琴手》專輯(第15屆金曲獎最佳國語男演唱人獎)
- 2006

★獲中華音樂人交流協會2005年度十大單曲(江美琪《戀人心中有一首詩》專輯我愛夏卡爾)
- 2009

★獲上海世博頒發十大世博歌曲獎─Better City Better Life
- 2010

★2010 BQ紅人榜年度單曲-Better City Better Life
- 2011

★ 榮獲新加坡金曲獎 《流行樂壇榮譽大獎》
- 2013

★江蘇衛視《我為歌狂》擔任隊長並獲得第一屆冠軍戰隊
★江蘇衛視《我為歌狂》個人獲得最佳現場演唱魅力獎
- 2016

★於新加坡慈善機構「善濟醫社」受頒最具愛心音樂人獎.並帶領Sky Five樂團擔任壓軸演出.

## 社會活動
- 2001年為花蓮亞運擔任代言人。與達人女中應屆畢業生一同錄製《分享伍思凱畢業紀念CD》。
- 2002年在北京人民大會堂擔任全國人大環境與資源保護委員會所主辦的「藍色天空」公益活益特别嘉賓。
- 2003年赴越南為顏面殘障者募款同時擔任愛心大使。
- 2004年赴馬來西亞為洗腎中心募款同時擔任愛心大使。
- 2006年為「BAZAAR明星慈善夜」創作並演唱主題曲〈分享愛〉。
- 2007年為濟南台《天下無雙》節目慈善義演。
- 2008年5月20日，參加「為了災區的孩子」賑災義演晚會，抱病演唱〈分享愛〉，在自己的T恤上簽名，工作人員將這件意義特殊的T恤公開拍賣，所得捐給災區孩童。5月參加「以生命的名義」四川省抗震救災大型特别節目，與群星合唱〈手牽手〉。在香港參加「演藝界512關愛行動」大匯演， 與中港台群星演唱〈明天会更好〉，與劉若英詩朗誦，與庾澄慶、蘇芮演唱〈奉獻〉。
- 2009年擔任上海世博志工大使。
- 2010年擔任台灣基督教勵友中心公益大使，為中輟生做人生引導志工
- 2014年9月8日和郁可唯在央視「蘇州月．中華情」中秋晚會，共同演唱央視中秋晚會主題曲《海上明月》，體現大團圓的主題。
- 2015年擔任第二十六屆台灣金曲獎總召集人
- 2016年3月19日為新加坡慈善機構「善濟醫社」演唱會帶領Sky Five樂團擔任壓軸演出並募得新加坡幣550萬（約1億3千萬台幣）
- 2016年6月受選為誠品生活音樂達人,首度公開與歌迷分享音樂歷程,並以不斷學習為己志,與歌迷共勉
- 2016年6~9月與好友李岳奇先生共同發起[才能飛國際共創協會],發掘音樂人才,並親任金牌總召,致力延攬金曲音樂師資為學員授課,取之於社會用之於社會,培育新世代。

## 相關聯結
- 伍思凱的Facebook專頁
- 伍思凱的Instagram帳戶
- 伍思凱的新浪微博
- 香港影庫上《伍思凱》的資料（繁體中文）